# Sobota (Rokietnica)
Sobota (deutsch Sobota) ist ein Dorf und der Landgemeinde Rokietnica im Powiat Poznański der Woiwodschaft Großpolen in Polen. Es ist Sitz eines Schulzenamts, zu dem noch das westlich gelegene Dorf Bytkowo gehört.

## Geographie
Der Ort liegt im Nordwesten der Woiwodschaftshauptstadt Posen. Die Stadtgrenze ist etwa vier Kilometer entfernt.

## Geschichte
Nach dem Überfall auf Polen wurde Sobota im Oktober 1939 in Sonnenfeld umbenannt.

## Sehenswürdigkeiten
Das Dorf hat zwei als Kulturdenkmal geschützte Sehenswürdigkeiten:
- Die barocke Pfarrkirche wurde 1780 errichtet und am 21. Dezember 1932 in die nationale Denkmalliste der Woiwodschaft eingetragen. Ihre ältesten Teile stammen aus dem frühen 16. Jahrhundert. Unter der Nummer 84/A wurde am 21. Juli 1965 der Denkmalschutz auf den Toranlage, die Einfriedung und den Glockenträger erweitert.
- Die Herrenhaus wurde 1809 und 1912 errichtet und am 29. Oktober 1968 unter der Nummer 340/A in die nationale Denkmalliste der Woiwodschaft eingetragen. Unter der Nummer 1844/A wurde am 2. März 1981 auch der zugehörige Park als der schutzwürdig anerkannt.

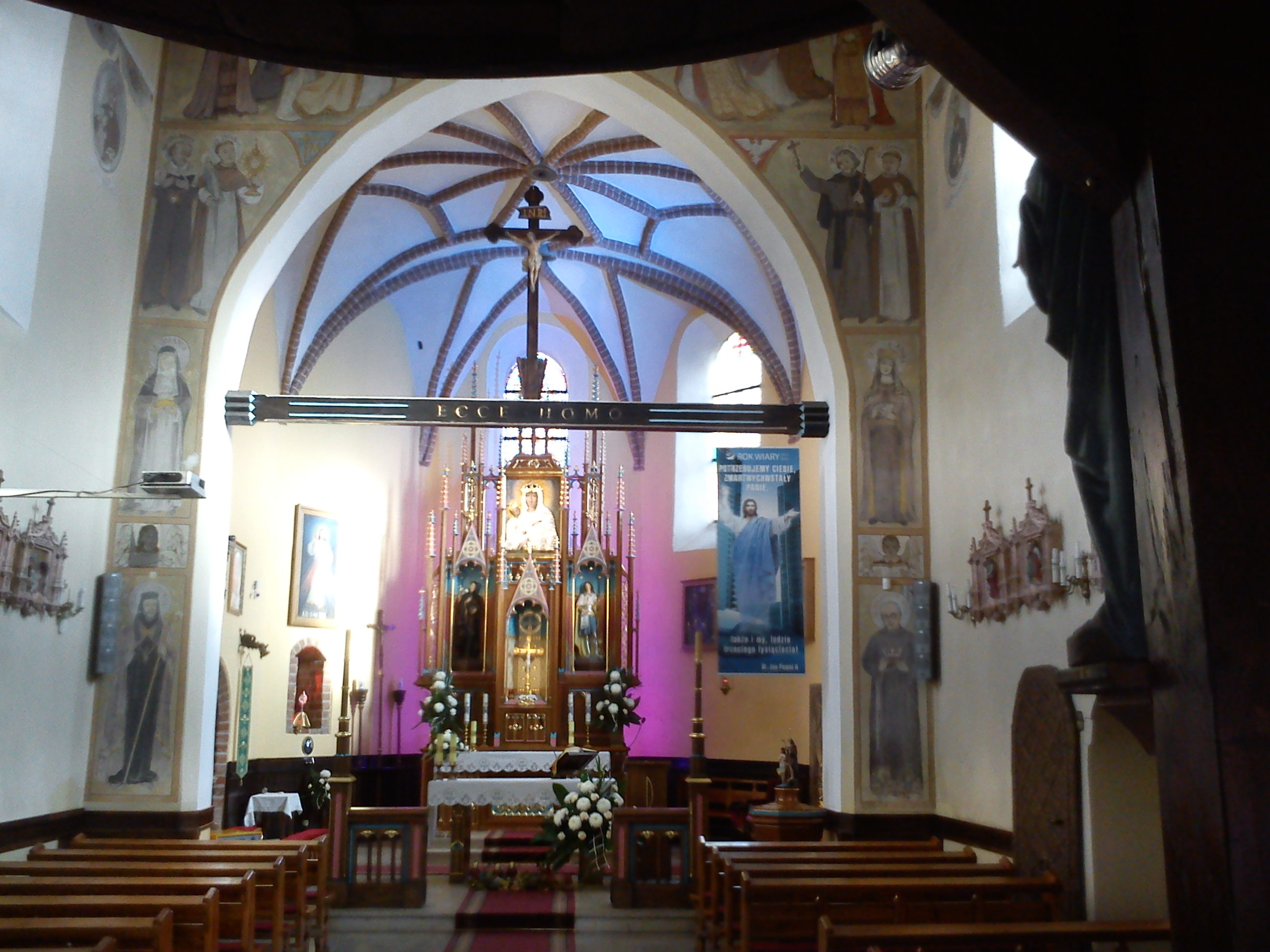
Pfarrkirche
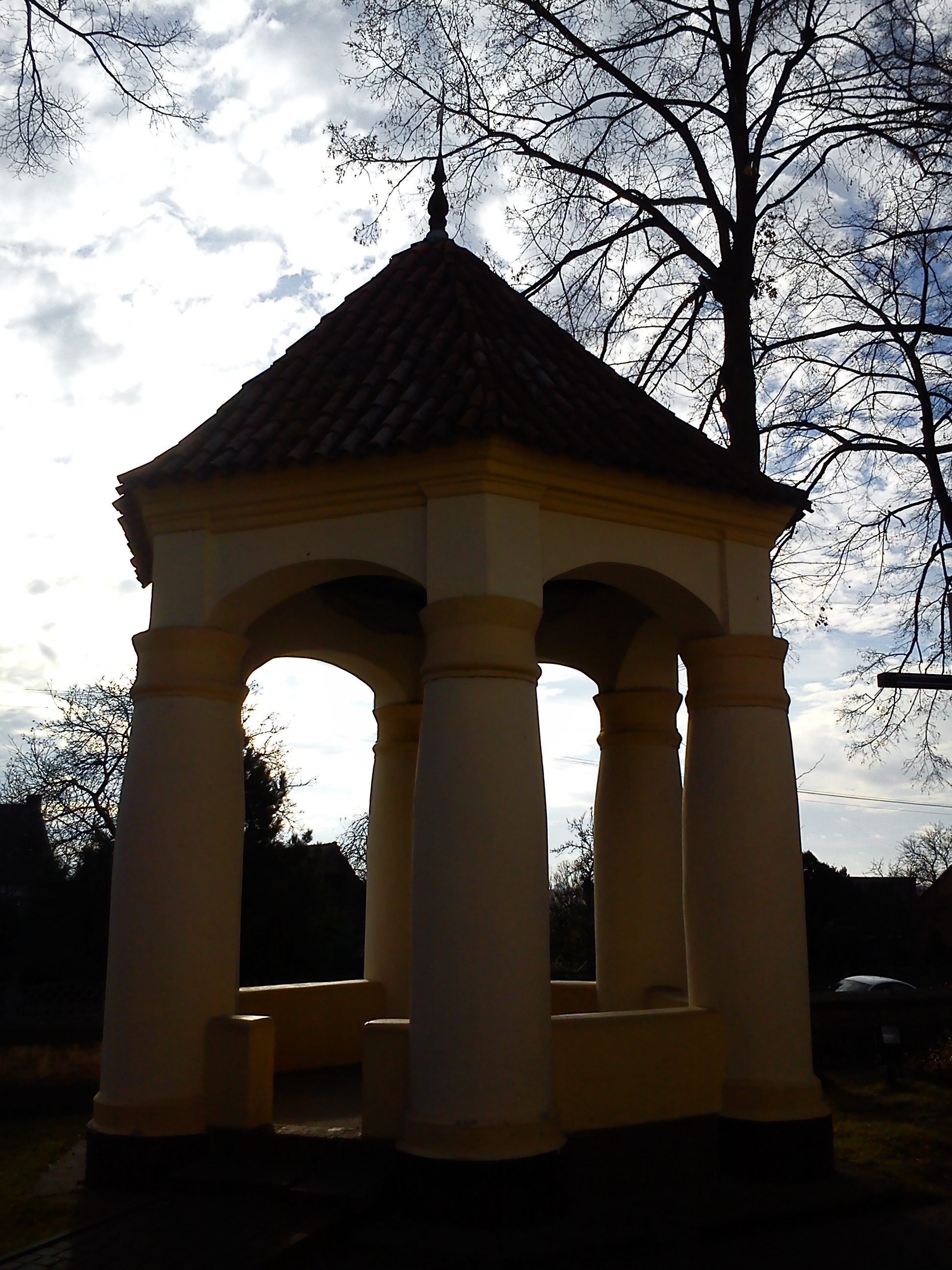
Glockenträger
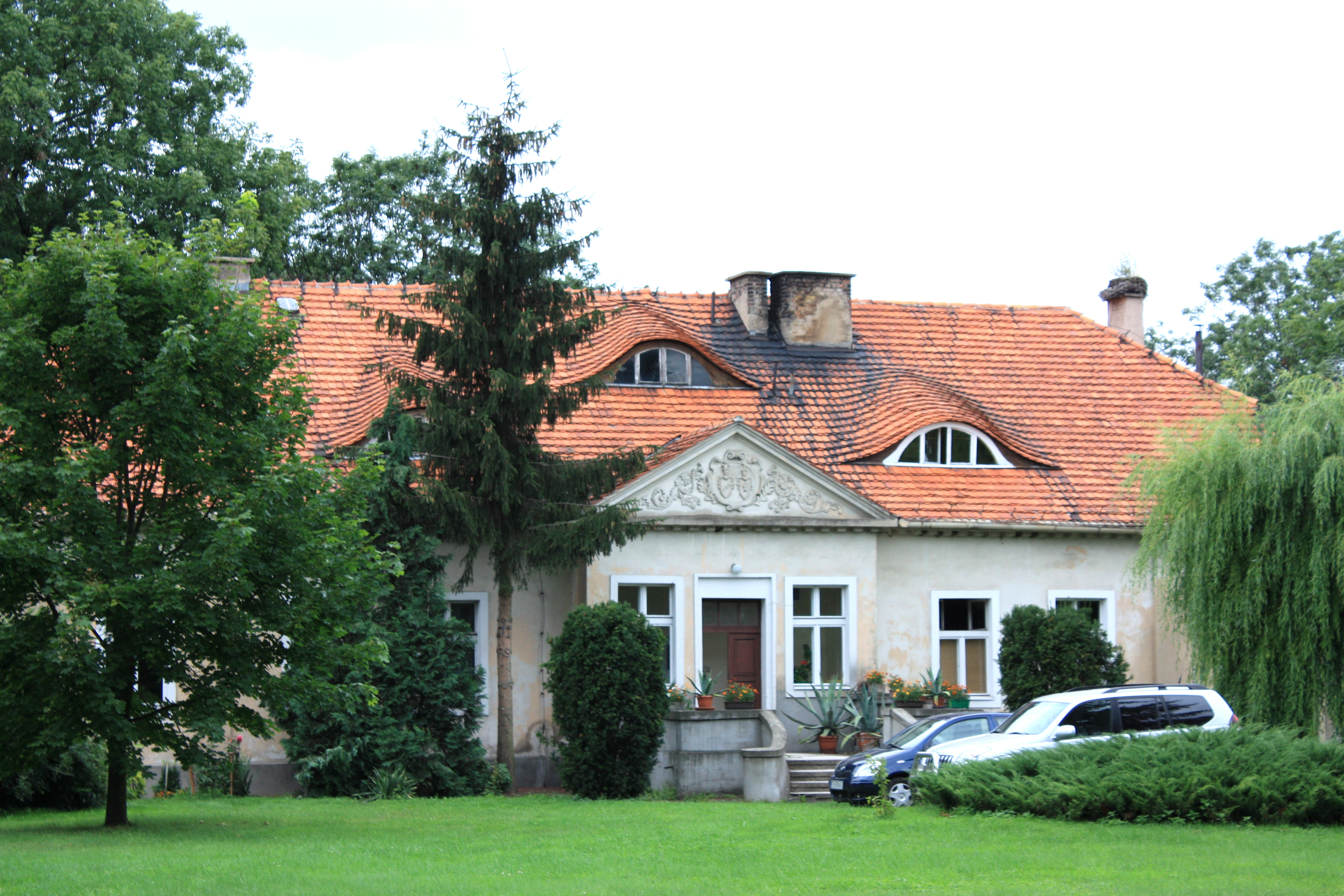
Herrenhaus
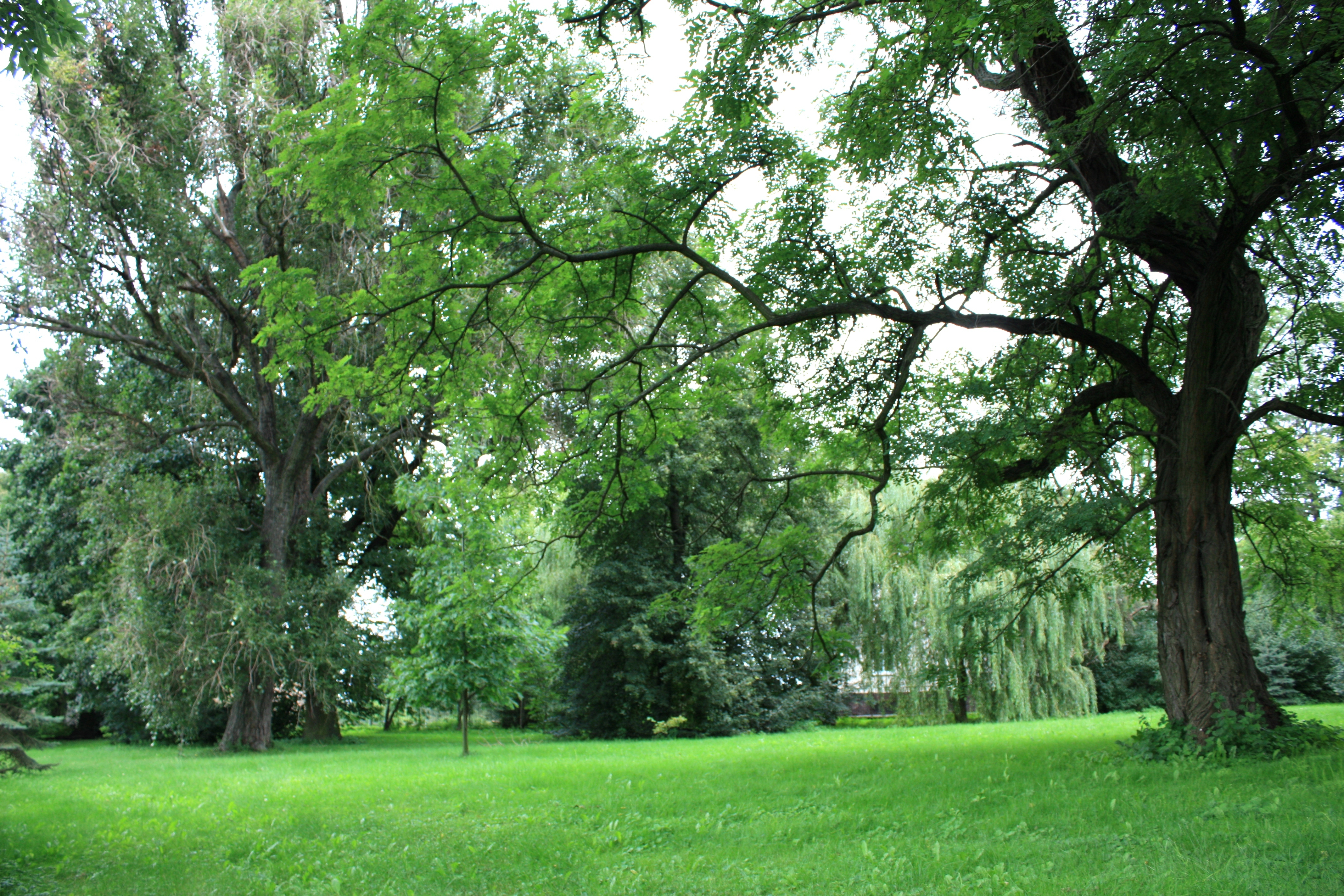
Park des Guts

## Wirtschaft

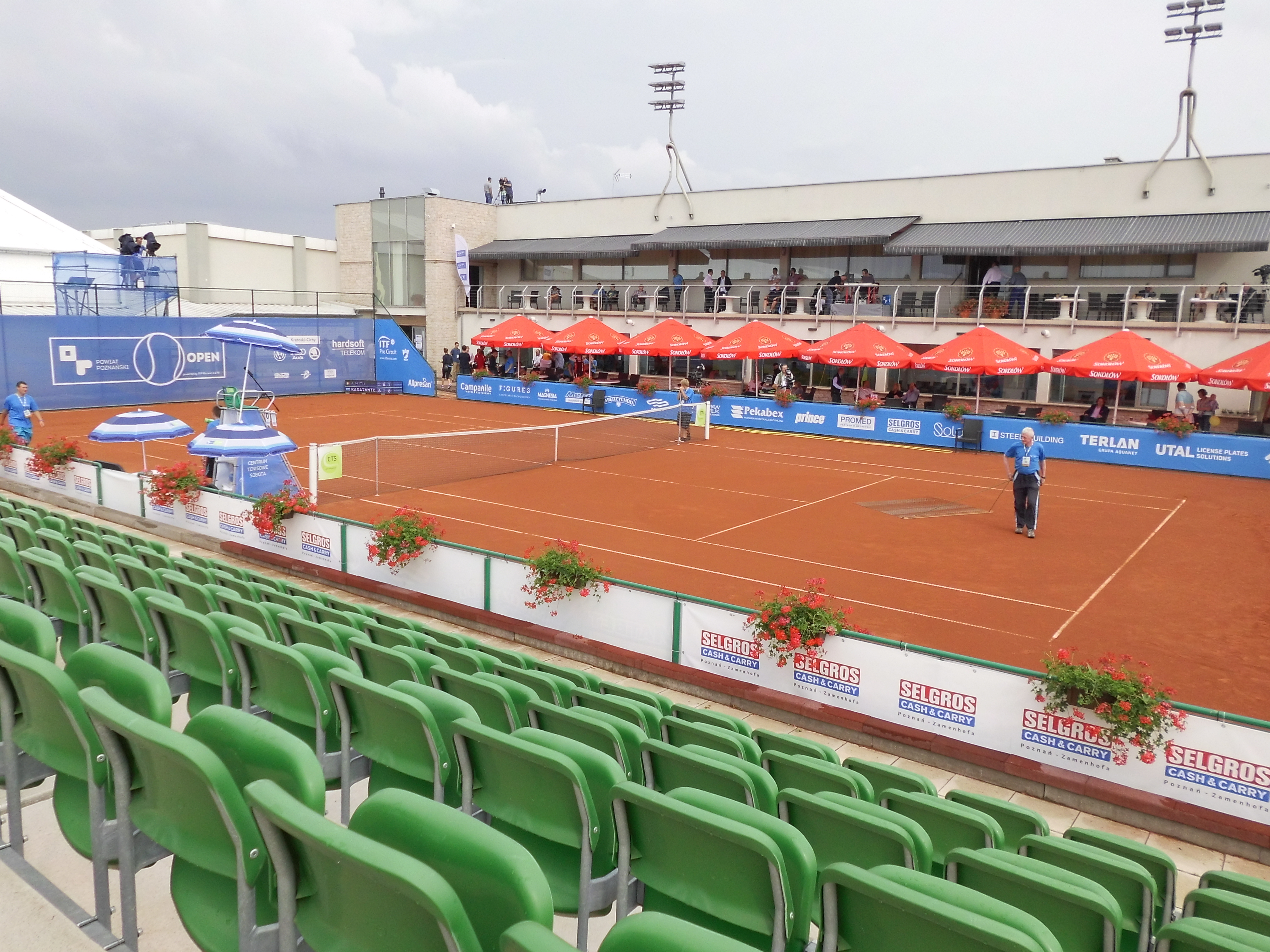
Centrum Tenisowe Sobota (2014)

Am Ostrand des Ortes und der Gemeinde befindet sich der Hauptsitz und ein Werk von Poz Bruk, der ein bedeutender Hersteller von Beton- und Natur-Pflastersteinen ist. Die Firma eröffnete 2010 das benachbarte Tenniszentrum. Es gehört zu den größten der Woiwodschaft.

## Sport
Im Tenniszentrum Centrum Tenisowe Sobota fanden im Sommer 2014 und 2015 die Tennis-Turniere für Frauen Powiat Poznański Open 2014 und 2015 statt.

## Verkehr
Die Auffahrt zur Schnellstraße S11, die Posen westlich umfährt, ist etwa einen Kilometer von Sobota entfernt. Die S11 führt als Landesstraße DK11 in nördlicher Richtung weiter bis Kołobrzeg (Kolberg). In deren altem Verlauf führt die Woiwodschaftsstraße DW433 in die Innenstadt von Posen.
Der nächste Bahnhof ist Złotniki an der  Strecke von Posen nach Piła (Schneidemühl). In Rokietnica besteht ein Bahnhof an der Hauptstrecke von Posen nach Stettin.
Der nächste internationale Flughafen ist Poznań-Ławica.